# Richard S. Levy
Richard Simon Levy (geboren 10. Mai 1940; gestorben 23. Juni 2021 in Chicago) war ein US-amerikanischer Historiker und Antisemitismusforscher.

## Leben
Richard S. Levy studierte Geschichte und war Fulbright-Stipendiat. Er promovierte bei Henry A. Turner über den deutschen Antisemitismus vor dem Ersten Weltkrieg und erweiterte dann das Feld seiner Forschungen. Levy forschte zur Genese und Wirkungsgeschichte des Pamphlets die Protokolle der Weisen von Zion und übersetzte dafür Binjamin Segels Schrift Welt-Krieg. Welt-Revolution. Welt-Verschwörung. Welt-Oberregierung (1926) ins Englische.
Levy lehrte von 1971 bis zu seiner Emeritierung 2019 als Professor für moderne deutsche Geschichte an der University of Illinois at Chicago.

## Schriften (Auswahl)
- The Downfall of the Anti-Semitic Parties in Imperial Germany. New Haven: Yale University Press, 1975, ISBN 0-300-01803-7
- (Hrsg.): Antisemitism in the Modern World: An Anthology of Texts. Lexington: Heath, 1990 ISBN 0-669-24340-X
- Binjamin Segel: A Lie and a Libel, The History of the Elders of Zion. Einleitung und Übersetzung Richard S. Levy. Lincoln: University of Nebraska Press, 1995 ISBN 0-8032-9245-7
- (Hrsg.): Antisemitism - A Historical Encyclopedia of Prejudice and Persecution. 2 Bände. Santa Barbara: abc clio, 2005
- mit Albert S. Lindemann: Antisemitism, a history. Oxford University Press, Oxford 2010, ISBN 978-0-19-923502-5
- Setting the Record Straight Regarding the Protocols of the Elders of Zion: A Fool’s Errand? In: William Collins Donahue; Martha B. Helfer: Nexus: Essays in German Jewish Studies. 2. Boydell & Brewer, 2014, S. 43–61.